# 1765 Wrubel
1765 Wrubel је астероид главног астероидног појаса са пречником од приближно 42,33 km.
Афел астероида је на удаљености од 3,734 астрономских јединица (АЈ) од Сунца, а перихел на 2,616 АЈ.
Ексцентрицитет орбите износи 0,175, инклинација (нагиб) орбите у односу на раван еклиптике 19,981 степени, а орбитални период износи 2067,117 дана (5,659 година).
Апсолутна магнитуда астероида је 9,92 а геометријски албедо 0,106.
Астероид је откривен 15. децембра 1957. године.